# 니구아르다
니구아르다(이탈리아어: Niguarda)는 이탈리아 밀라노시의 동(콰르티에레)이다. 밀라노시의 9구에 위치한 지역이다. 1923년까지는 독립된 마을이었지만, Giunta Mangiagalli (1917) 다음으로 도시의 일부가 되었다.

## 같이 보기
- 니구아르다 병원
- 밀라노의 행정 구역
- 치타 스투디
- 카 그란다